# Chinezi Han

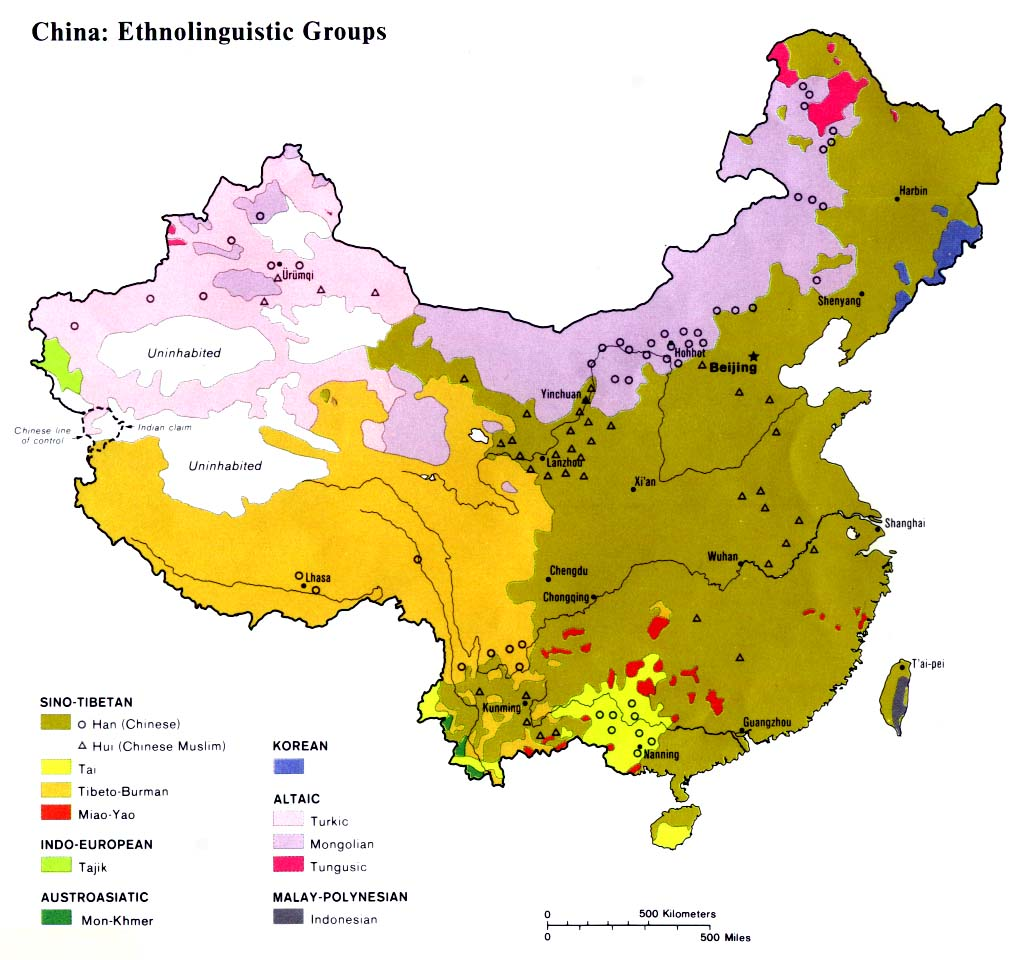
Harta grupurilor etnolingvistice din China Continentală și Taiwan (Populația Han este reprezentată cu verde închis).

Poporul Han este cel mai numeros dintre popoarele Chinei și de asemenea cel mai numeros grup etnic din lume. Chinezii sunt persoane care fac parte din populația de bază a Chinei sau sunt originari din acele locuri. În cursul istoriei lor milenare, chinezii au dezvoltat o strălucită civilizație și cultură. Chinezii sunt de religie confucianistă, budistă, taoistă, mahomedană și creștină (catolici, protestanți). Chinezii mai trăiesc în Thailanda, Malaysia, Indonezia, Singapore, Vietnam, Uniunea Myanmar, Filipine, Cambodgia, S.U.A., Canada, etc. La baza limbii comune standard, națională și oficială stă varietatea din capitala Beijing, a dialectului pei de nord. Scrierea cuvintelor folosește pictograme și ideograme.

## Distribuirea chinezilor han

### China Continentală, regiunea Hong Kong și regiunea Macao
Marea majoritate a chinezilor Han - peste 1,2 miliarde - trăiesc în Republica Populară Chineză, unde constituie circa 92% din populația țării. În Republica Populară Chineză, chinezii han sunt majoritari în fiecare provincie, municipalitatea și regiune autonomă, cu excepția regiunii autonome Xinjiang, unde chinezii han sunt 41% din populație, și în Tibet unde sunt 6% din populație (situație în 2000). Chinezii han sunt majoritari și în regiuni cu administrare specială: Hong Kong-95% și Macao-aproximativ 96% din populație.

### Taiwan
În Republica Chineză (Taiwan) trăiesc peste 22 milioane de chinezi care au început să migreze pe insulă din China continentală începând cu secolul al XVII-lea.
La început, acești imigranți au ales să se stabilească în locații care erau asemănătoare cu zonele din care sosiseră, indiferent că se instalau în nordul sau sudul Taiwanului.

### Alte țări
În lumea largă sunt aproximativ 40 milioane de chinezi, din care aproape 30 milioane chinezi han trăiesc în Asia de sud-est. Singapore are o populație formată majoritar din chinezi han (74%), iar Insula Crăciunului de 70%.
Chinezii Han reprezintă o minoritate semnificativă în Malaysia (25%), Tailanda (14%), Indonezia și Filipine.
În SUA trăiesc 3 milioane de chinezi han (1% din populație), peste 1 milion în Canada (3,7%), peste 1,3 millioane în Peru (4,3%), peste 600.000 în Australia (3,5%), aproximativ 150.000 în Noua Zeelandă (3,7%) și 750.000 în Africa.

## Contribuția chinezilor Han la dezvoltarea umanității
În cultura chineză inventarea hârtiei, busolei, imprimării și prafului de pușcă sunt considerate „Cele patru mari invenții”.  
De asemenea, astronomii chinezi au înregistrat prima dată descoperirea unei supernove. De-a lungul  istoriei chinezii han au jucat un rol important au în dezvoltarea de artelor științelor filozofiei, și matematicii . 
În antichitate, realizările științifice ale Chinei includ:
- seismograful,
- racheta cu mai multe trepte,
- racheta pentru scopuri recreative și militare,
- pontonul,
- chibriturile,
- hârtia,
- tipărirea,
- bancnotele,
- asigurarea,
- lista meniu,
- harta în relief,
- cartografia,
- plugul greu de fontă,
- porțelanul,
- lacul,
- mătasea,
- docul uscat,
- ecluza,
- folosirea petrolului și gazului natural drept combustibil,
- zmeul,
- balonul cu aer cald,
- periuța de dinți,
- umbrela pliabilă,
- ochelarii de soare, etc.

Descoperiri științifice și tehnologice în domeniul militar:
- praful de pușcă,
- tunul,
- mina terestră
- mina marină,
- catapulta,
- aruncătorul de flăcări,
- săgeată de foc,
- arbaleta,
- focurile de artificii, etc.

Descoperiri științifice și tehnologice în domeniul prelucrării metalelor și mecanicii fine:
- furnalul,
- fonta,
- oțelul,
- ciocanul mecanic
- pompa cu piston cu acțiune dublă,
- cureaua de transmisie,
- pendulul,
- ceasul mecanic,
- suspensia cardanică(giroscopică)
- șublerul,
- busola,
- podometrul și așa mai departe.

Alte realizări remarcabile ale științe și tehnicii chinezilor han: 
- Marele Zid Chinezesc
- Armata de teracotă
- Marele Canal din China,
- căruța care indica sudul,
- turnul astronomic acționat de apă al lui Su Song.

Chinezi care au primit Premiul Nobel: Steven Chu, Samuel C. C. Ting, Chen Ning Yang, Tsung-Dao Lee, Yuan T. Lee, Daniel C. Tsui, Roger Y. Tsien, Charles K. Kao, Gao Xingjian.

## Artă

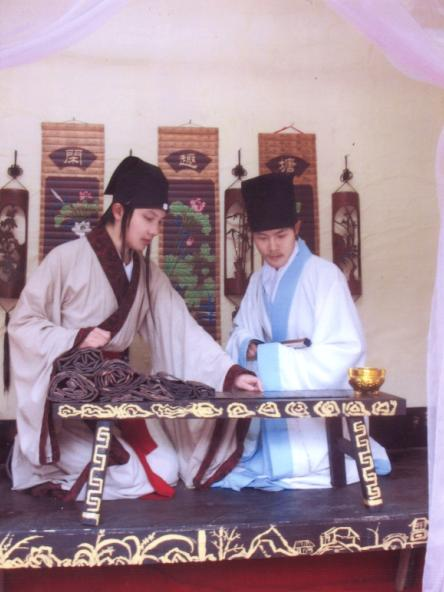
Doi tineri îmbrăcaţi în hanfu, costumul popular al han-ilor

Arta se dezvoltată pe teritoriul Chinei începînd din mileniul al IV-lea î.Hr.. Pagodele, templele, palatele prezintă o arhitectură specifică, realizată la început din lemn, apoi din cărămidă și piatră, cu o bogată decorație sculptată, influențată, după pătrunderea budismului, de arhitectura indiană. Din timpul dinastiei Ming (1368 - 1644) datează construcția actualului Beijing (începutul sec. al XV-lea) și reconstrucția Marelui Zid (construit în sec. al III-lea î.Hr.). Primele manifestări din sculptură sînt legate de cult. Ele sunt realizate din bronz, jad, ceramică, fildeș, reprezentînd efigii ale lui Budha, oameni, animale, plante. În secolele IV-VI se răspîndește pictura pe mătase (suluri), apoi pictura pe zidurile templelor din peșteri (secolul al IX-lea). În timpul dinastiei Tang (618 - 907) pictura se dezvoltă pe genuri: portretistică, peisajul, scene de gen. În epoca Song (960 - 1279) se dezvoltă pictura de peisaj în tușuri și laviuri. Ceramica este un domeniu reprezentativ al artei (olăria, porțelanurile translucide, porțelanurile „verzi” din sec. 17 și „roz” din sec. 18). Caracteristică este și producția de țesături artistice de mătase. În deceniile III-IV ale secolului XX se dezvoltă pictura în ulei și în tuș, gravura pe lemn, afișul, caricatura. În arhitectura modernă, elementele tradiționale se îmbină cu noile cerințe ale arhitecturii și urbanisticii.

## Istorie

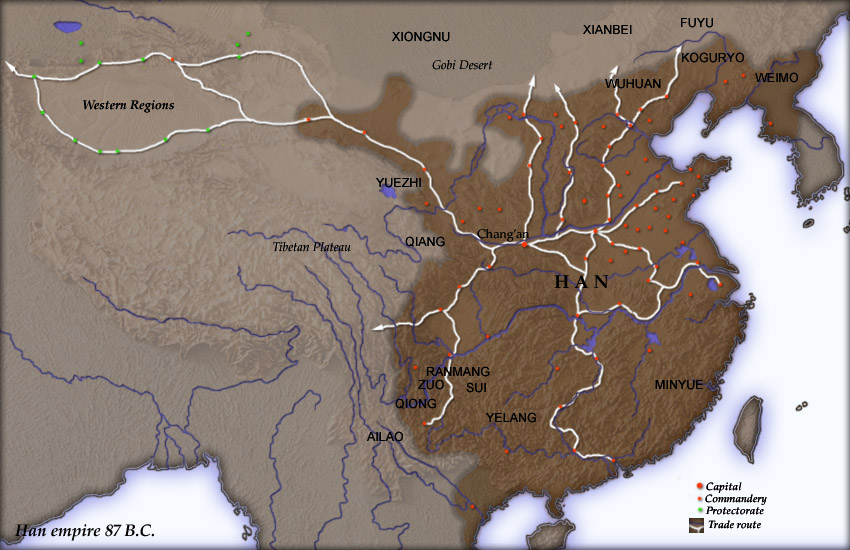
Harta dinastiei Han(cu maro închis)

Expresia han provine de la dinastia Han, care și-a creat o identitate culturală proprie bazată pe o costumație și o limbă diferite de cele ale altor etnii.
În comparație cu alte minorități, teritoriile populate în mod tradițional de hani au o densitate a populației mai mare, pe când ale celorlalte minorități sunt teritorii mai mari, dar pustii.
Istoria dinastiei Han, ce acoperă o durată de aproape patru secole și se împarte în două perioade: Dinastia Han de Vest (206 î.Hr. - 9 d.Hr.) și Dinastia Han de Est (25-220 d.Hr.), este considerată epoca de aur a Chinei. Grupul majoritar etnic din China se autoidentifică cu această perioadă, dar și cu caracterele scrisului care se folosește în China ce se numesc caractere han.
În prezent guvernul Republicii Populare Chineze recunoaște 58 de grupuri etnice (incluzându-i și pe hani). Populațiile altor etnii(care nu sunt hani) a cresut de 7 ori mai rapid decât în cazul hanilor, deoarece reglementarea cu un singur copil permis familiei se aplică numai hanilor nu și minorităților naționale.
Revenirea Hong Kong-ului Chinei în 1997 a detrerminat o mare migrare a chinezilor din Hong Kong în America de Nord, Australia și în alte țări.

## Religie
În lumea întreagă există 70 de milioane de creștini chinezi și aproximativ 300.000 de biserici chinezești.
Chinezii sunt de religie confucianistă, budistă, taoistă, mahomedană, creștină (catolici, protestanți), Falun Gong, etc.